# Gulskäggig fikonpapegoja
Gulskäggig fikonpapegoja (Cyclopsitta salvadorii) är en fågel i familjen östpapegojor inom ordningen papegojfåglar.

## Utbredning och systematik
Fågeln förekommer på nordvästra Nya Guinea, utmed Cenderawasihbuktens östra strand till Cyklopbergen. Den behandlas som monotypisk, det vill säga att den inte delas in i några underarter.

## Status och hot
Arten har ett stort utbredningsområde, men tros minska i antal, dock inte tillräckligt kraftigt för att den ska betraktas som hotad. Internationella naturvårdsunionen IUCN listar arten som livskraftig (LC). Världspopulationen uppskattas till mellan 20 000 och 50 000 adulta individer.

## Namn
Fågelns vetenskapliga artnamn hedrar den italienske zoologen och ornitologen Tommaso Salvadori (1835-1923). Tidigare kallades den salvadorifikonpapegoja eller Salvadoris fikonpapegoja även på svenska, men justerades 2023 till ett enklare och mer informativt namn av BirdLife Sveriges taxonomikommitté.